# Morazán Sur
Morazán Sur es uno de los 44 municipios de El Salvador ubicado en la región sur del Departamento de Morazán, en El Salvador. Con una extensión de 712.30 km² y una población de 114,117 habitantes. El municipio se organiza en 15 distritos: Chilanga, Delicias de Concepción, El Divisadero, Gualococti, Guatajiagua, Jocoro, Lolotiquillo, Osicala, San Carlos, San Francisco Gotera, San Simón, Sensembra, Sociedad, Yamabal y Yoloaiquín.

## Historia
El municipio de Morazán Sur está conformado por los distritos de San Francisco Gotera, Jocoro, Osicala, Guatajiagua, Chilanga, Yamabal, San Carlos, San Simón, Gualococti, Sociedad, Sensembra, El Divisadero, Delicias de Concepción, Yoloaiquín y Lolotiquillo. Esta región ha sido históricamente relevante en El Salvador, tanto por su importancia en la época prehispánica como por su papel en el conflicto armado del siglo XX.

#### Orígenes prehispánicos y colonización
Antes de la llegada de los españoles, la región estaba habitada principalmente por pueblos lencas, quienes establecieron asentamientos en las montañas y valles de lo que hoy es Morazán Sur. Los lencas mantenían redes comerciales con otros grupos indígenas de Centroamérica y practicaban la agricultura, con cultivos de maíz, frijol y yuca. Con la llegada de los españoles en el siglo XVI, la zona fue incorporada al sistema colonial, pero debido a su geografía montañosa y su relativa lejanía de los principales centros de poder, el dominio español fue menos intenso en comparación con otras regiones del país.
Durante la época colonial y en los primeros años de la independencia, la mayoría de los distritos actuales de Morazán Sur surgieron como comunidades agrícolas y ganaderas, estableciendo una economía basada en la producción de granos básicos y la crianza de ganado.

#### San Francisco Gotera: Centro administrativo e histórico
San Francisco Gotera es el distrito más importante de Morazán Sur y ha sido históricamente el centro administrativo de la región. Desde el siglo XIX, se consolidó como la cabecera departamental de Morazán y un punto clave para la economía y la política en el oriente del país. Durante el conflicto armado salvadoreño (1980-1992), San Francisco Gotera fue una zona estratégica tanto para las fuerzas gubernamentales como para la guerrilla del FMLN, lo que marcó profundamente la historia del municipio.

#### Jocoro y Osicala: Historia de comercio y cultura
Jocoro y Osicala han sido históricamente importantes por su actividad comercial y cultural. Jocoro, fundado en la época colonial, se convirtió en un punto clave de comercio y tránsito de bienes entre Honduras y El Salvador. Su ubicación geográfica le permitió desarrollarse como un centro de intercambio de productos agrícolas y ganaderos. Osicala, por su parte, ha sido reconocido por su herencia indígena y su importancia en la producción artesanal, en particular la cerámica y otros productos hechos a mano.

#### Guatajiagua: La tradición de la cerámica negra
Uno de los distritos más destacados de Morazán Sur es Guatajiagua, famoso por su tradición en la fabricación de cerámica negra, una técnica artesanal que ha sido transmitida de generación en generación. Este tipo de cerámica es un símbolo de la identidad cultural de la zona y un producto ampliamente comercializado dentro y fuera del país.

#### El conflicto armado y su impacto en la región
Durante la guerra civil salvadoreña (1980-1992), Morazán fue uno de los departamentos más afectados por el conflicto, y Morazán Sur no fue la excepción. La zona fue escenario de intensos enfrentamientos entre la guerrilla del FMLN y el ejército salvadoreño, lo que provocó el desplazamiento de muchas comunidades. Algunos distritos como San Francisco Gotera, Jocoro, Osicala y Guatajiagua fueron puntos estratégicos tanto para el gobierno como para los insurgentes, mientras que otras localidades rurales sufrieron bombardeos y represión militar.

#### Distritos rurales y su evolución
Los distritos menos poblados, como San Carlos, San Simón, Gualococti, Sociedad, Sensembra, El Divisadero, Delicias de Concepción, Yoloaiquín y Lolotiquillo, surgieron principalmente como asentamientos agrícolas. Durante el siglo XX, estas comunidades dependieron en gran medida de la agricultura de subsistencia, aunque algunas también desarrollaron actividades como la producción de café y la crianza de ganado. Con el tiempo, la migración y la falta de oportunidades económicas han llevado a una disminución de la población en algunas de estas localidades.

#### Formación del municipio de Morazán Sur
En 2023, con la reorganización territorial de El Salvador, los 15 distritos que conformaban antiguas municipalidades fueron unificados en el nuevo municipio de Morazán Sur. Esta reestructuración busca mejorar la administración de los recursos y promover el desarrollo económico en la región